# Автошлях Н 13
Автошлях Н 13 — автомобільний шлях національного значення на території України, Львів — Самбір — Ужгород. Проходить територією Львівської та Закарпатської областей.
Починається у Львові, проходить через Рудки, Самбір, Старий Самбір, Турку, Великий Березний, Перечин, і закінчується в Ужгороді.
Володимир Омелян, міністр інфраструктури України, під час візиту на Львівщину 1 вересня 2016 року зазначив, що «окрім відновлення шляху Львів — Самбір — Ужгород, ще одним ключовим завданням на найближчий час є ремонт дороги Львів—Тернопіль» (Н02). До жовтня 2016 року планували відремонтувати відтинок дороги у Львівській області до адмінкордону із Закарпаттям.

## Загальна довжина
Львів — Самбір — Ужгород — 231,8 км.